# Вића
Вића је насељено мјесто у Босни и Херцеговини у општини Центар које административно припада Федерацији Босне и Херцеговине. Према попису становништва из 1991. у насељу је живјело 5 становника.